# Oresbia arenaria
Oresbia arenaria är en tvåvingeart som beskrevs av Robineau-desvoidy 1863. Oresbia arenaria ingår i släktet Oresbia och familjen parasitflugor.
Artens utbredningsområde är Frankrike. Inga underarter finns listade i Catalogue of Life.